# Аббатство Айона
Аббатство Айона (англ. Iona Abbey) — бенедиктинский монастырь, находящийся на острове Айона, Шотландия. Этот религиозно-исторический памятник является самым первым монастырём, построенным на территории Шотландии святым Колумбой в 563 году. На кладбище монастыря похоронены многие известные общественные деятели средневековых Ирландии, Шотландии, Норвегии и Франции.

## История
В 563 году ирландский монах Колумба вместе с 12 спутниками прибыл на остров Айона, где основал монастырь, ставший главным миссионерским пунктом распространения христианства среди шотландских народов пиктов и скоттов.
С первым кризисом монастырь столкнулся в 806 году, когда на остров вторглись викинги, которые убили 68 монахов и завладели имуществом монастыря. Многие монахи после набега викингов бежали в Ирландию и на европейский континент, где создали новые монастыри на территории современных Бельгии, Франции и Швейцарии.
В 825 году некоторые монахи вернулись на остров. Они восстановили аббатство, но через некоторое время монастырь снова был подвергнут нападению викингов и сожжён. В XI веке остров находился в сфере влияния норвежских королей, а в 1164 году перешёл к ирландцам. В 1203 году началось восстановление аббатства бенедиктинцами на месте старого сгоревшего.
В середине XIII века на остров прибыли монахини, основавшие на юге острова женский монастырь. Монастырь был перестроен в XV веке и пришёл в упадок в XVII веке, после того как в Шотландии началась Реформация. Монастырь в это время закрыли. В конце XIX века, когда в Великобритании была восстановлена католическая иерархия, Католическая Церковь в Шотландии принялась за восстановление монастыря как важного памятника присутствия католицизма на Британских островах. В 1938 году группа энтузиастов основала общество аббатства Айоны, которое стало заниматься изучением истории аббатства и восстанавливать исторические памятники. Со временем оно превратилось в экуменическое сообщество.
В настоящее время на территории монастыря находится музей.

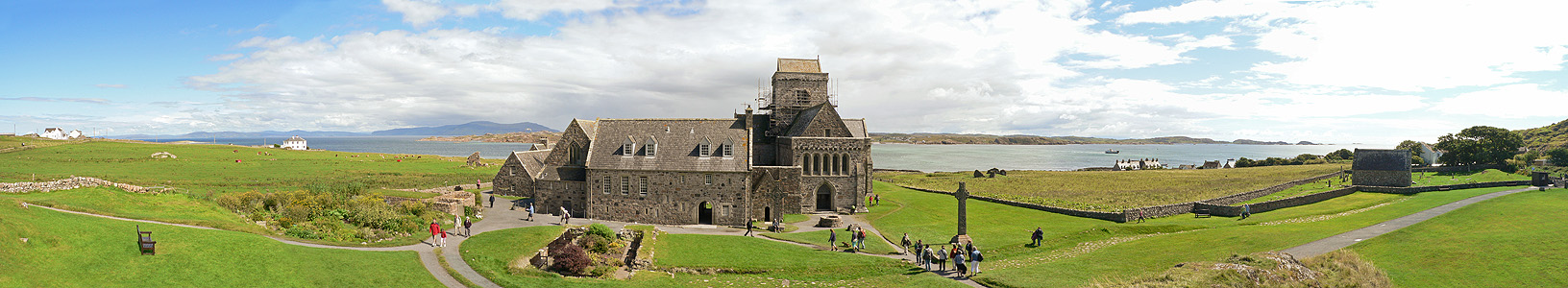
Панорамный вид аббатства

## Галерея

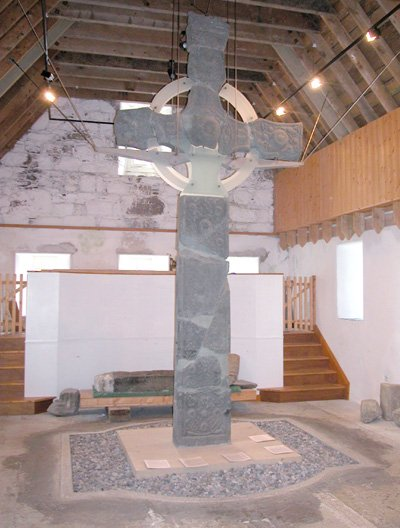
Крест святого Иоанна, музей монастыря
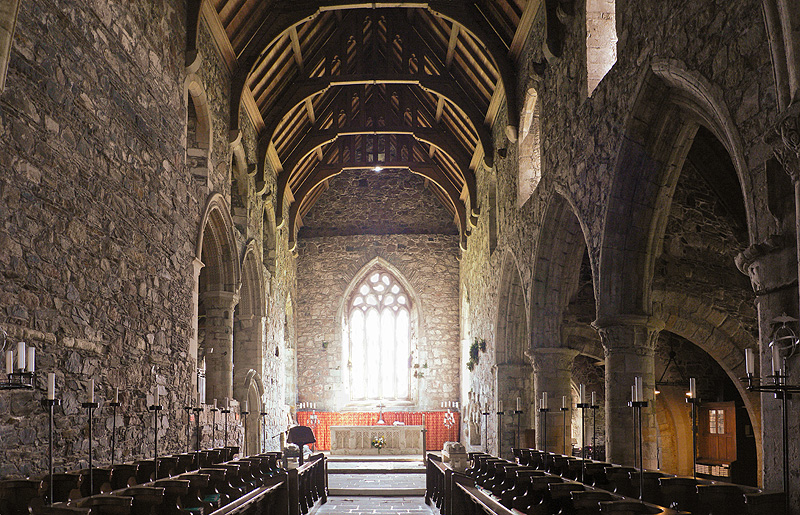
Внутри монастырской церкви
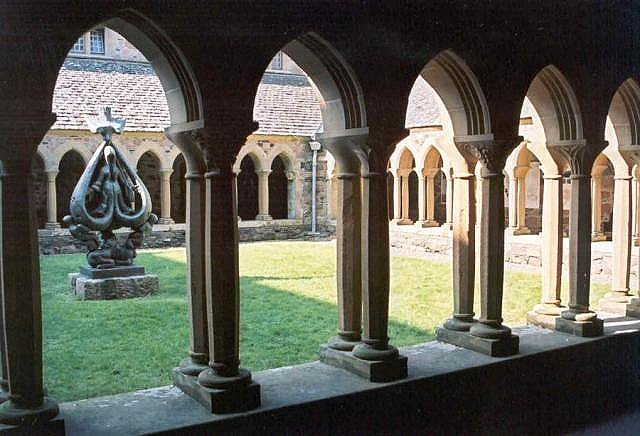
Монастырский дворик